# Gackt
Gackt, pseudonimo di Gakuto Ōshiro (大城 ガクト?, Ōshiro Gakuto; prefettura di Okinawa, 4 luglio 1973), è un cantautore, polistrumentista e attore giapponese.
Gackt è un polistrumentista in grado di suonare, oltre ad un gran numero di strumenti tradizionali giapponesi, il pianoforte, la chitarra, la batteria e il violino. Gackt conosce inoltre diverse lingue che parla in modo più o meno fluente, quali l'inglese, il francese, il coreano e il cinese.
È conosciuto anche con il nome d'arte di "Gackt Camui", utilizzato fin dal debutto per mantenere riservato il proprio vero nome. L'artista ha infatti rivelato di chiamarsi Gakuto Ōshiro solo nel dicembre 2017, in occasione del lancio della criptovaluta Spindle, di cui è divenuto Special advisor nello stesso anno. A lungo ha mantenuto il riserbo anche sulla propria data di nascita, pur disseminando nel corso del tempo diversi indizi, prima di renderla definitivamente nota. Nella sua autobiografia Jihaku pubblicata nel 2003, ad esempio, racconta di essere nato ad Okinawa, durante il filmato iniziale per il suo tour THE SIXTH DAY & THE SEVENTH NIGHT del 2004 compare una lapide con su inciso l'anno 1973 ed, infine, nel 2009 il cantante ha pubblicamente ammesso che nel 2010 avrebbe compiuto 37 anni e, quindi, di essere nato nel 1973.

## Biografia
Gackt è nato nel 1973 ad Okinawa, in Giappone, ma è cresciuto a Kyoto. I suoi genitori (il padre è un musicista) gli hanno impartito un'educazione severa e molto legata alla tradizione, imponendogli, tra l'altro, lo studio del pianoforte sin dall'età di tre anni.
All'età di 7 anni, dopo aver rischiato di annegare in mare, Gackt dichiara di aver sviluppato un'estrema sensibilità nei confronti della morte (quasi come se potesse sentirla e, in particolare, vedere coloro che sono morti), sensibilità che pare lo accompagni tuttora. Gackt, segnato da una salute particolarmente fragile, venne ricoverato in un ospedale pediatrico, dove fu costretto a rimanere per un lungo periodo che ricorda tuttora con grande dolore. L'adolescenza di Gackt è stata, per un lungo periodo, segnata dalla solitudine e dalla ricerca di un senso nella propria esistenza. Gackt odiava dover studiare il pianoforte, seppure amasse profondamente la musica classica, e fu solo il suo spirito estremamente competitivo a indirizzarlo verso la carriera musicale: scoprendo quanto un suo compagno di classe fosse più bravo di lui nel suonare questo strumento, si applicò fino alla sfinimento nel tentativo di superarlo, trovando così finalmente piacevole lo studio del pianoforte, non più visto come un'imposizione dei genitori. A tal proposito Gackt ripete sempre la frase "non è che voglio vincere; è solo che non voglio perdere". Le sue preferenze musicali passarono in seguito agli ottoni (suo padre suonava difatti la tromba).
Compiuti 17 anni, i gusti musicali di Gackt cambiarono passando dalla musica classica a quella rock e, per tal motivo, cominciò ad interessarsi agli strumenti chiave del rock contemporaneo. Gackt rimase affascinato dalla batteria e imparò abbastanza bene a suonarla, tant'è che cominciò ad essere ricercato da diverse band giovanili, conoscendo così la gioia di far parte di un gruppo rock. Qualche tempo dopo diede vita, con il suo più caro amico You e Chacha, il suo attuale chitarrista), ad una propria band, i Cains:feel. Con questo gruppo Gackt fece il suo debutto come autore e cantante, ma è solo con la famosa band visual MALICE MIZER che Gackt riuscirà a raggiungere consensi e popolarità in Giappone e all'estero. Dopo quattro anni, però, il cantante lascia la band e, nel 1999, intraprende la carriera solista affiancato da un gruppo da lui creato e chiamato "Gackt JOB" o "Gackt's Family", che attualmente consiste dei seguenti membri: You (violino e chitarra) e Yukihiro "Chachamaru" Fujimura (chitarra e seconda voce) da sempre a fianco di Gackt, Jun-ji (batteria), Ju-ken (basso) nel Gackt JOB dal 2004, Igao (tastiera) e Yosh (coreografo e ballerino). La carriera da solista ha avuto negli anni e continua ad aver un grandissimo successo e consenso di pubblico e i fans di Gackt (da lui chiamati "Dears") provengono ormai da ogni parte del mondo.
Nel 2011 fonda una nuova band, gli YELLOW FRIED CHICKENz, band j-pop, il cui album di debutto è atteso il 14 marzo 2012. Gli YELLOW FRIED CHICKENz si scioglieranno ufficialmente li 4 luglio, dopo l'ultimo concerto che si terrà al Budokan.

## Altre attività
Oltre alla musica, Gackt si è dedicato anche alla televisione apparendo in diverse trasmissioni (in genere "tragicomiche"), in numerosissime pubblicità e nel telefilm, pare di sua ideazione, Hero's Hero. Gackt è inoltre il co-sceneggiatore e co-protagonista del famoso film MOON CHILD, diretto da Takahisa Zeze, che vede, nel ruolo del vampiro protagonista, il cantante hyde, cantante della band di successo L'Arc~en~Ciel.
Gackt è anche uno scrittore e la sua prima opera è stato il libro Moonchild: Requiem, una serie di racconti che completano la storia presentata nel film MOON CHILD e nei suoi due concept album MOON e Crescent. Nel 2003 è stata invece pubblicata la sua autobiografia Jihaku ("Confessione"), in cui ha riportato pensieri riguardanti anche le sue opere e, naturalmente, gli episodi che più hanno segnato la sua esistenza.
Gackt ha anche lavorato come modello, collabora alla progettazione dei vestiti che indossa durante i concerti ed ha una propria linea di accessori e gioielli (DARTS - Darkside inhabitants).

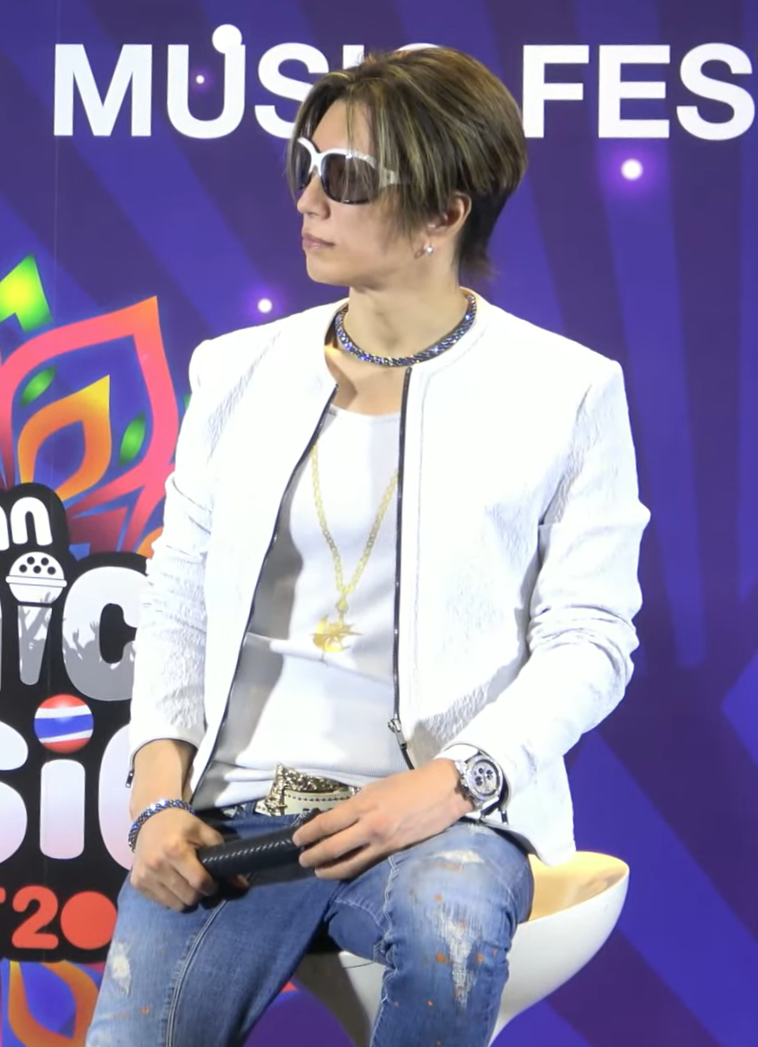
Gackt in Thailandia, 2023.

Un capitolo a parte andrebbe poi dedicato all'amore dimostrato per Gackt dal mondo dei videogiochi: il personaggio del gioco Bujingai per PlayStation 2 è stato modellato sulle sembianze di Gackt che, oltre a dargli la voce, ha anche recitato la sua parte grazie al motion capture; Gackt ha fatto da testimonial per il famoso videogioco Metal Gear Solid 2: Sons of Liberty in cui appare il suo nome; la Square Enix, una delle case giapponesi produttrici multimedia più famosa al mondo, ha scelto due canzoni di Gackt (Redemption) e Longing  come tema musicale di Dirge of Cerberus (seguito di Final Fantasy VII, il gioco di ruolo più venduto di tutti i tempi), videogioco in cui Gackt interpreta il ruolo di Genesis nel finale segreto (personaggio presente anche e soprattutto nel videogioco per PlayStation Portable, "Crisis Core" ispirato proprio a lui).
Gackt ha recitato per la prima volta in un film hollywoodiano uscito nelle sale cinematografiche nel 2010. Il film, intitolato Bunraku, è stato scritto e diretto da Guy Moshe e ha avuto come attori principali Josh Hartnett e Demi Moore.
La sua voce è stata utilizzata anche per il voice bank "Kamui Gakupo" per il sintetizzatore vocale Vocaloid, famoso per la idol virtuale Miku Hatsune.

## Discografia
Le specifiche sono indicate fra parentesi "()", eventuali note dopo il punto e virgola ";".

### Album

#### Album originali
- 26/04/2000 - MARS
- 25/04/2001 - Rebirth
- 19/06/2002 - MOON; prima parte di un concept album diviso in tre distinte uscite
- 03/12/2003 - Crescent; seconda parte di un concept album diviso in tre distinte uscite
- 14/02/2005 - Love Letter
- 15 giugno/2005 - Love Letter for Korean Dears (versione coreana di Love Letters)
- 21/09/2005 - Diabolos; terza parte di un concept album diviso in tre distinte uscite
- 02/12/2009 - Re:born
- 27/04/2016 - Last Moon

#### Mini-album
- 12/05/1999 - Mizérable

#### Raccolte, compilation e remix
- 25/02/2004 - THE SIXTH DAY ~SINGLE COLLECTION~ (raccolta di singoli del periodo 1999~2003)
- 26/05/2004 - THE SEVENTH NIGHT ~UNPLUGGED~ (raccolta di brani in versione acustica)
- 13/12/2006 - 12 gatsu no Love Song ~Complete Box~ (cofanetto); contiene tutte le varie versioni ed edizioni del singolo 12 gatsu no Love Song)
- 19/12/2007 - 0079-0088 (raccolta); brani usati nell'anime Mobile Suit Gundam
- 29/10/2008 - nine*nine (cofanetto); contiene materiali live raccolti in 13 CD ed 1 DVD
- 06/23/2010 - ARE YOU 'FRIED CHICKENz'??
- 07/12/2010 - THE ELEVENTH DAY ~SINGLE COLLECTION~[6] (raccolta di singoli del periodo 2004~2009)

#### Singoli
- 30/06/1999 - Mizérable; singolo su CD 8 cm
- 09/07/1999 - Mizérable; riedizione su CD 12 cm
- 11/08/1999 - Vanilla; singolo su CD 8 cm
- 20/03/2002 - Vanilla; riedizione su CD 12 cm
- 09/02/2000 - Mirror
- 16/02/2000 - OASIS
- 08/03/2000 - seki-ray
- 30/08/2000 - Saikai ~story~
- 16/11/2000 - Secret Garden
- 14/03/2001 - Kimi no Tame ni Dekiru Koto
- 05/09/2001 - ANOTHER WORLD
- 16/12/2001 - 12 gatsu no Love Song
- 27/11/2002 - 12 gatsu no Love Song; nuova edizione
- 03/12/2003 - 12 gatsu no Love Song; nuova edizione
- 08/12/2004 - 12 gatsu no Love Song; nuova edizione
- 24/04/2002 - Wa·su·re·na·i·ka·ra
- 19/03/2003 - Kimi ga oikaketa yume
- 11/06/2003 - Tsuki no uta
- 25/06/2003 - Lu:na/OASIS
- 12/11/2003 - Last Song
- 27/10/2004 - Kimi ni Aitakute
- 26/12/2004 - Arittake no ai de
- 27/04/2005 - Black Stone
- 25/05/2005 - Metamorphoze
- 10/08/2005 - Todokanai ai to shitteitai noni osaekirezuni aishitsuzuketa...
- 25/01/2006 - REDEMPTION
- 01/03/2006 - Love Letter
- 07/02/2007 - No ni Saku Hana no Yō ni
- 20/06/2007 - Returner ~Yami No Shūen~
- 26 novembre/2008 - Jesus; special edition solo per i membri del fan club Dears
- 03/12/2008 - Jesus; normal edition
- 21/01/2009 - Ghost; special edition solo per i membri del fan club Dears
- 28/01/2009 - GHOST; normal edition)
- 25/03/2009 - Journey Through The Decade; primo singolo di una serie dedicata a Kamen Rider
- 10/06/2009 - Koakuma Heaven; primo di quattro singoli commemorativi per il decennale di carriera
- 17/06/2009 - Faraway ~Hoshi ni negai wo~; secondo di quattro singoli commemorativi per il decennale di carriera
- 24/06/2009 - LOST ANGELS; terzo di quattro singoli commemorativi per il decennale di carriera
- 01/07/2009 - Flower; quarto di quattro singoli commemorativi per il decennale di carriera
- 11/08/2009 - The Next Decade; secondo singolo di una serie dedicata a Kamen Rider
- 09/12/2009 - Setsugekka -The end of silence-/ZAN
- 01/01/2010 - Stay the Ride Alive[7]; terzo singolo di una serie dedicata a Kamen Rider
- 28/07/2010 - EVER
- 13/07/2011 - Episode.0
- 30/11/2011 - Graffiti
- 22/02/2012 - Until the Last Day
- 10/10/2012 - Hakuro
- 22/03/2017 - Tsumi no Keishō (Original Sin)

### Sigle
Gackt ha scritto le sigle per l'OAV Ken il Guerriero - La Trilogia: la OP (sigla d'apertura) è Lu:Na e la ED (sigla di chiusura) è OASIS. Inoltre, le canzoni Longing e REDEMPTION sono state utilizzate come colonna sonora per il videogioco Final Fantasy VII Dirge of Cerberus

## Pubblicazioni
- 30/09/2003 - Jihaku (自白? "Confessare")

## Filmografia

### Cinema
- Moon Child (2003)
- Arthur e il popolo dei Minimei (Arthur et les Minimoys), regia di Luc Besson (2007) - voce giapponese
- Gekijōban Kamen Rider Decade: All Riders tai Dai-Shocker (2009)
- Bunraku, regia di Guy Moshe (2010)

### Televisione
- Ken il guerriero - La trilogia (Shin hokuto no Ken) serie TV - regia di Takashi Watanabe (2003) - voce Seiji
- Shi ki, serie TV - regia di Tetsurō Amino (2010) - voce di Seishiro Kirishiki
- Trickster, serie TV - regia di Masahiro Mukai (2016-2017) - voce di Kaijin Nijū Mensō

### Dorama
- 2002: Hero's hero (Gackt)
- 2007: Fuurin Kazan (Uesugi Kenshin)
- 2009: Mr. Brain - Takegami Teijiro (epi 2)
- 2011: Tempesuto
- 2012: Sengoku Basara: Moonlight Party (Oda Nobunaga)
- 2012: Akumu-chan

### Videogiochi
- 2003: Bujingai: Swordmaster (Lau Wong)
- 2007: Crisis Core: Final Fantasy VII (Genesis)
- 2022: Crisis Core: Final Fantasy VII Reunion (Genesis; audio riciclato)

## Doppiatori italiani
Da doppiatore è stato sostituito da:
- Massimo Lodolo in Ken il guerriero - La trilogia